# Economia del benestar
L'economia del benestar és la branca de l'economia que utilitza les tècniques de microeconomia per a determinar simultàniament l'eficiència d'una macroeconomia i la distribució de la renda i les seves conseqüències. El propòsit de l'economia del benestar és maximitzar el nivell de benestar social examinant les activitats econòmiques dels individus que conformen la societat, i no pas a la societat com una entitat.
L'economia del benestar estudia el benestar d'individus, i no de grups, comunitats ni societats, ja que la suposició bàsica és que els individus són la unitat bàsica de mesurament. Els individus realitzen judicis de valor amb relació a llur benestar, el qual pot ser amesurat en termes monetaris o preferencials.
El benestar social es refereix a l'estat utilitari de la societat. Es defineix com la sumatòria del benestar de tots els individus que conformen la societat. El benestar pot ser amesurat en termes de "dòlars", "euros" o unitats d'utilitat cardinal o ordinal. El mètode cardinal sovint no s'utilitza, ja que els problemes d'agregació fan que el resultat sigui poc precís.
Hi ha dues branques principals de l'economia laboral: l'economia de l'eficiència i la distribució de la renda. L'economia de l'eficiència és positiva; per contra la distribució de la renda és normativa.

## Models polítics del Benestar
Alguns autors, en comptes de parlar genèricament d'Estat del Benestar prefereixen parlar de règims de benestar dels que sovint s'acaba establint tres models de benestar:
- El liberal: (desenvolupat als EUA, RU…) que construí els drets a les prestacions socials al voltant del criteri de demostrabilitat de les necessitats i promogueren sistemes d'assegurances privats i voluntaris, i on els malgastadors i ganduls eren atesos per una Assistència Social estigmatitzant i discriminadora que pretenia dissuadir els assistits i empènyer-los a buscar-se la vida tan bon punt poguessin. Així trobem tres tipus de classes socials: uns a mans d'una assistència social estigmatitzant, un altre atès per la seguretat social, i un tercer més afortunat que pot contractar assegurances privades... (si no fos perquè a l'estat espanyol la seguretat social és universalitzada i oberta a tothom hi hauria un cert paral·lelalisme).

- El corporativo-conservador: (desenvolupat a l'Europa continental on el liberalisme estava apaivagat per concepcions paternalistes i cristianes que no confiaven en els resultats d'un mercat sense restriccions: Alemanya, Àustria, França i Itàlia). Aquest règim s'apressà a trencar les "solidaritats" de la classe treballadora fomentant els particularismes corporatius i el "clientisme" així que l'Estat ocupà l'espai que podien haver-se emplenat d'empreses privades d'assegurances i donà lloc a un sistema de seguretat social amb multiplicitat de règims de contribucions i de prestacions on els funcionaris gaudien sempre de privilegis.

Aquest corporativisme autoritari sempre ha estat recolzat per l'Església catòlica i serví també com a base ideològica dels feixismes. És més desmercantilitzat que el règim liberal però posa més èmfasi a la unitat familiar com a xarxa de solidaritat (així s'explica com l'església sempre ha posat traves al desenvolupament de polítiques familiars que trenquessin el paper tradicional de la dona).
- El socialdemòcrata ha intentat acabar amb les prestacions socials vinculades a la demostració de necessitats i als privilegis corporativistes mitjançant el desenvolupament de drets socials universals (cas paradigmàtic: Països escandinaus que han intentat desmercantilitzar als treballadors i independitzar als individus respecte a la família). Si no s'ha pogut evitar que les prestacions s'ofereixin mantenint desigualtats de classe, sí que són menys accentuades que en els ambdós règims anteriors. S'ha també fomentat conscientment la plena incorporació de la dona al món laboral, així com a programes públics d'atenció a la gent gran, nens i discapacitats que ja tenen drets com a individus i no com a membres d'una unitat familiar.

El cas de l'Estat espanyol és diferent: ha estat influenciat per les doctrines corporativistes-conservadores però donà lloc a una política social corporativo-despòtica (fruit de l'herència del règim autoritari franquista) que es diferencia bàsicament amb el d'Àustria, Alemanya, França... atès que tot i ser corporativo-conservadors, després de la II G.Mundial es respectaren les llibertats formals liberals i es va permetre a la classe treballadora canalitzar els seus interessos mitjançant sindicats i de partits polítics, cosa que no va poder passar a Espanya fins a 1977. El seu règim també tingueren orígens conservadors i autoritaris però es desenvoluparen sota condicions de democràcia liberal (a Espanya sota una dictadura amb connotacions feixistes, sense cap mena de participació directa dels treballadors i amb una elevada influència de l'Església Catòlica).
La transició cap a la democràcia liberal ha conduït a importants reformes i a un augment notable de la despesa social, l'aspiració d'instaurar un règim socialdemòcrata s'enfrontava a sèries dificultats causades per l'herència institucional franquista i les circumstàncies internacionals que envolten a l'Estat del Benestar. Així doncs el projecte de construir un sistema de benestar social públic -regit per principis d'universalitat, major desmercatilització dels treballadors, igualació de privilegis i política familiar dirigida cap a l'emancipació de la dona- és mantinguda per un sector de l'esquerra i dels sindicats.
El PSOE pujà al govern enfrontant la responsabilitat de reconvertir un sistema productiu en crisi i supedità la política social a la política econòmica (sembla paradoxal que per portar aquesta opció de política, pugui donar el poder a aquells que originàriament ho farien així...) que recolzat amb les reaccions a nivell internacional davant l'anomenada «crisi de l'Estat del Benestar» de retornar les responsabilitats socials de l'Estat a la comunitat o a la societat civil (noms que moltes vegades, i en el cas de la Sanitat amb els seus concerts i subvencions és el més clar..., amaguen una veritable propietat privada amb ànim no només de lucre...). Aquestes "solucions" compten amb un gran nombre de defensors fins i tot dins els partits d'esquerra, que ara no saben resistir a les pressions del sector privat i de la bel·ligerància política d'una Església que no es resigna a acceptar la secularització creixent de la societat espanyola i la seva pèrdua d'influència en qüestions de moral sexual i familiar.